# Dicranopygium harlingii
Dicranopygium harlingii är en enhjärtbladig växtart som beskrevs av G.J.Wilder. Dicranopygium harlingii ingår i släktet Dicranopygium och familjen Cyclanthaceae. Inga underarter finns listade.